# 1. division (1945-1990)
 For alternative betydninger, se 1. division. (Se også artikler, som begynder med 1. division)
1. division var den  danske topdivision  fra 1945-1990, indtil den blev erstattet af den danske superliga i 1990.
 Der er for få eller ingen kildehenvisninger i denne artikel, hvilket er et problem. Du kan hjælpe ved at angive troværdige kilder til de påstande, som fremføres i artiklen.